# Dionisie Fotino
Dionisie Fotino (numele la naștere Dionysios Foteinos Moraitis, în greacă: Διονυσίου Φωτεινού) (n. 1777, Patras, Peloponez, Grecia – d. 10 octombrie 1821) a fost un istoric grec.
A învățat muzica bizantină de la tatăl său Atanasie (medicul sultanului Abdul Hamid I), care a fost psalt al Marii Biserici din Constantinopol (catedrala Sfânta Sofia), iar mai apoi în cadrul Școlii Patriarhale din Constantinopol. S-a stabilit în Țara Românească la începutul sec. al XIX-lea. Între anii 1797-1809 a predat muzica bizantină la Mănăstirea Căldărușani. A fost al doilea secretar al domnului Ioan Caragea. În Enciclopedia română, tom II, de Corneliu Diaconovici se menționează că „nu trăește în pace cu domnul său [Vodă Caragea] decât vreo doi ani, căci fiind bănuit că scrie satire anonime în contra acestuia, este în primejdie să-și piardă viața și scapă numai în casele boierului Iordache Filipescu, unde este găzduit și protejat patru ani până la plecarea lui Caragea (1818).” În Prefața traducătorului (George Sion) la Istoria generală a Daciei... se menționează că Dionisie Fotino a trăit ca vătaf de curte sub patronajul boierului român banul Constantin (Dinu) Filipescu. A avut și funcția de serdar.
Dionisie Fotino, în Istoria generală a Daciei... (Viena, 1818) a susținut ideea romanizării dacilor, scriind că „corcindu-se între sine romanii și dacii au format un popor amestecat și deosebit.”
Tot în Viena, în 1818, a publicat Noul Erotocrit, parafraza unei întinse poeme romantice din sec. al XVI-lea a poetului cretan Vincenzo Cornaro, poemă care devenise populară în toată Grecia. (C. Diaconovich, 1900, op. cit.).

## Opera
- Istoria generală a Daciei, 3 vol., Viena, 1818[4]

### Traducere / Reeditare
- Istoria Generală a Daciei sau a Transilvaniei, Țerei Munteneșci și a Moldovei, de Dionisie Fotino. Traducere din limba greacă de George Sion., Imprimeria Națională a lui Iosef Romanov et Companie, Bucureșci, 1859[5]
- Istoria Generală a Daciei sau a Transilvaniei, Țării Muntenești și a Moldovei, de Dionisie Fotino. Traducere din limba greacă de George Sion. Editura Valahia, 2008.[6]
- Noul Erotocrit, Viena 1818 (în l. greacă), trad. în versuri de Anton Pann, Sibiiu, Gheorghie de Klozius, vol. 1-5, 1837 (tipărit cu caractere chirilice)

## Istoria generală a DACIEI saŭ a Transilvanieĭ, Țerei Muntenescǐ și a Moldovei
Opera istorică a lui Dionisie Fotino, apărută la Viena în 1818, cu  titlul în limba greacă: IΣTOΡIΑ ΤΗΣ ΠΑΛΑI ΔΑΚΙΑΣ, ΤΑ ΝΥΝ ΤΡΑΝΣΙΛΒΑΝΙΑΣ, ΒΛΑΧΙΑΣ ΚΑΙ ΜΟΛΔΑΥΙΑΣ, a fost tradusă de George Sion și publicată la București în 1859, fiind tipărită în grafie mixtă latină și slavonă.
În Prefața traducătorului, George Sion a scris următoarea dedicație: "Deputaților Români din Moldova și Tiéra Muntenésca carii cu votul lor din 5-24 Januariu 1859 au unitu Tierile Române, alegându unu singuru domnitoriu pe Măria Sa Alessandru Ioan I, traducătoriulu dedică acésta carte."
În aceeași Prefață traducătorul expune, succint, conținutul celor trei tomuri.
Tomul întâi cuprinde: Partea prima sau Epoca I: istoria și originea Dacilor înainte de Hristos, până la Traian. Partea a doua sau Epoca II de la anul 106 d. Hr. până la anul 285 sau până la strămutarea coloniilor romane peste Dunăre în Moesia, sub împăratul Aurelian. Partea a treia sau Epoca III: de la data de mai sus până la întemeierea Principatelor sub Radu Negru și Dragoș, precum și istoria Românilor din Moesia și a imperiului Româno-Bulgar.
Tomul al doilea cuprinde în Partea a patra sau Epoca IV istoria Țării Muntenești de la 1241 până la 1812, adică de la Radu Negru Basarab până la Ioan Caragea.
Tomul al treilea cuprinde Partea sau Epoca IV: istoria Moldovei până la 1812, adică de la domnia lui Dragoș până la aceea a lui Scarlat Callimachi. Partea V: descrierea geografică și politică a Țării Muntenești. Partea VI: împărțirea politică a Țării Muntenești. Partea VII: despre chipul moștenirei și a guvernului Domnilor [Domnitorilor].  Partea VIII: despre împărțirea și rânduiala funcțiunilor. Partea a IX-a:  împărțirea politică și geografică a Moldovei, după planul Părții a VI-a.
Traducătorul menționează că Dionisie Fotino a scris în limba greacă coruptă și populară a grecilor din Fanar.

## Noul Erotocrit
Anton Pann a tălmăcit în versuri din grecește și a tipărit în 1837, Noul Erotocrit al serdarului Dionisie Fotino, unul din foștii săi dascăli. Noul Erotocrit al lui Dionisie Fotino a fost tipărit la Viena în 1818, în două volume și constituie o parafrazare amplificată în limba literară neogreacă a Erotocritului lui Cornaro (ortografiat și Kornaros), scris în dialectul poporal cretan. La traducerea Noului Erotocrit, alături de Anton Pann a luat parte Tudorache Iliad, așa cum a recunoscut însuși Anton Pann care la sfârșitul tomului al doilea, în tabelul „Numele domnilor prenumeranți” [prenumerant = abonat] îl înscrie pe un Tudorache Iliad „ajutătorul la traducerea aceștii istorii.”
Erotocritul lui Cornaro este o poemă romantică medievală, scrisă în dialectul ce se vorbește în partea de răsărit a insulei Creta. Fotino schimbă limba folosită de Cornaro, înlocuind dialectul cretan cu limba literară neogreacă. Profesorul univ. Vasile Grecu (op. cit. p. 48) precizează că Fotino nu amintește nicăieri numele lui Cornaro. Dionisie Fotino a suprimat introducerea și epilogul lui Cornaro, însă a stăruit asupra pildelor  bune ce se pot scoate din Erotocrit. Fotino a schimbat numele populare ale persoanelor în nume clasice și îl aseamănă pe Erotocrit cu eroi clasici ca Ahile, Odiseu, Perseu etc. Noul Erotocrit, tom II, p. 79).
În cuvântul „Către cititori” din Noul Erotocrit Anton Pann spune:
```
     „Numa'n rumânește până astădată
      Nu s'a văzut încă în tipărire dată
      Dar tradusă în proză la mulți se găsește
      Și la alți în versuri, chiar ca în grecește”
```

Noul Erotocrit al lui Anton Pann este o traducere fidelă în versuri a textului din Noul Erotocrit al lui Dionisie Fotino. În Erotocritul lui Cornaro este descris un mare război între împăratul Iracli din Atena și Vladistrat, împăratul Vlahiei. Fotino, în Noul Erotocrit, înlocuiește Vlahia din originalul lui Cornaro prin denumirea Misiodacia. Traducerea lui Anton Pann a versurilor din Fotino este următoarea:
```
      „Într'aceasta tot d'odată fără a nădăjdui
      Cu un al Misiodachii împărat învecinat
      (Acestui neam ce pe urmă Cuțovlahi nume i-a dat)”
```

Fotino a înțeles prin Vlahii lui Cornaro pe macedoromâni, pe care i-a numit Misiodaci sau Cuțovlahi.
Traducerea lui Anton Pann a Noului Erotocrit, deși în versuri, este mai mult proză rimată decât poezie. Versurile sunt nesfârșit de multe și „adormitoare”. (Vasile Grecu, 1920, op. cit. p. 62).
Noul Erotocrit tradus de Anton Pann a fost tipărit în 5 tomuri (în chirilice) și se găsește la Biblioteca Centrală Universitară din Iași. În Biblioteca Academiei Române se află 4 manuscrise cuprinzând tomurile 1, 2, 4 și 5 din Noul Erotocrit tradus de Anton Pann.
Poemul lui Cornaro a lăsat multe ecouri în literatura română. Vasile Alecsandri, Ion Ghica, Mihail Eminescu au invocat în diferite prilejuri numele poemului lui Cornaro și al eroului său eponim Erotocrit.
Teatrul lui Alecsandri menționează Erotocritul ca lectură de căpătâi a protipendadei moldave; personajul Tarsița din Boieri și ciocoi întreabă retoric pe la 1859: „Ai cetit pe Erotocrit ?” (act II, scena 8).